# Carmel Valley (San Diego)

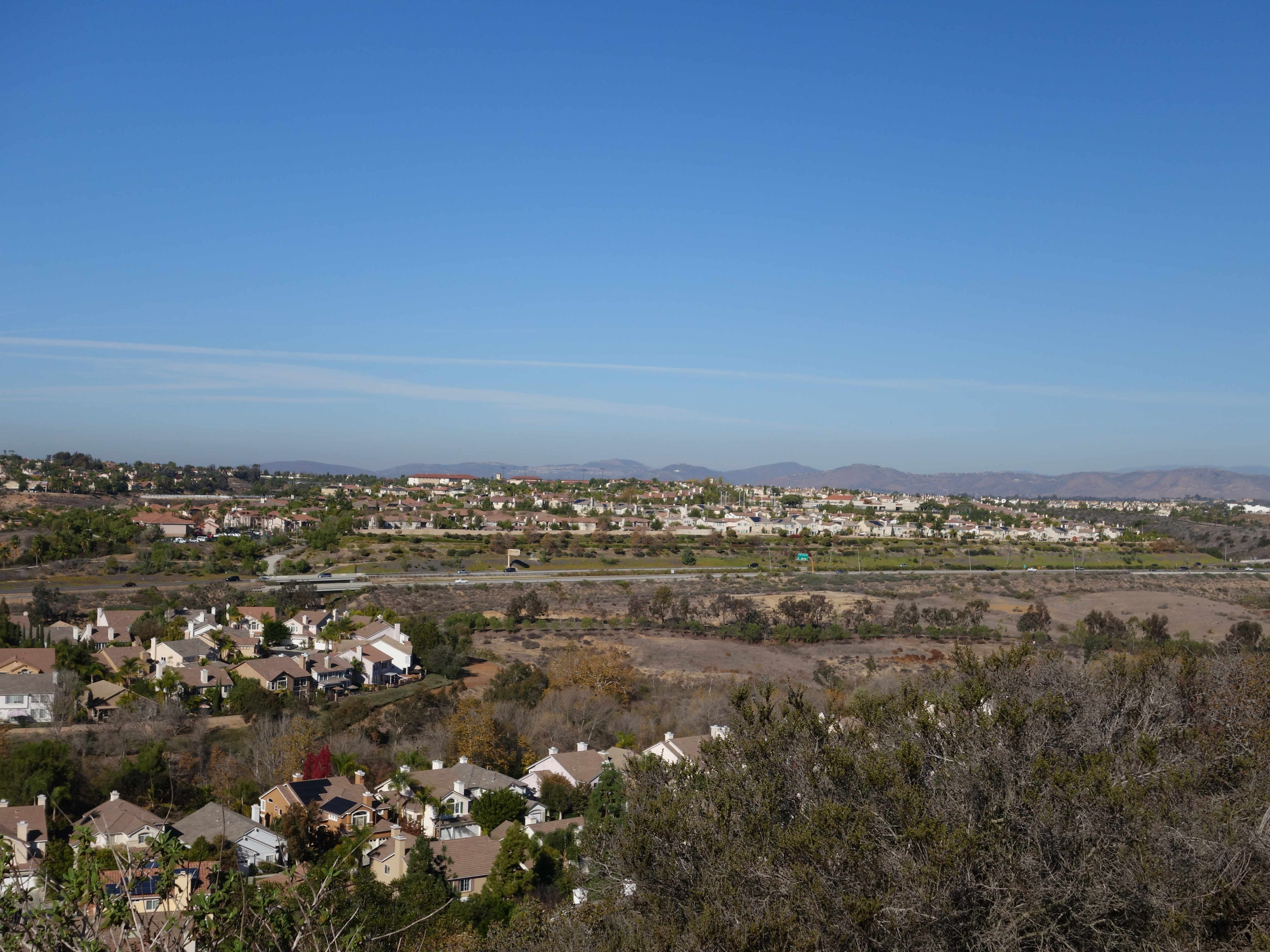
Carmel Valley

Carmel Valley ist ein Stadtteil im Norden der kalifornischen Millionenstadt San Diego. Er befindet sich östlich des Interstate 5 und südlich des Stadtteils Pacific Highlands Ranch. Im Jahr 2006 lebten hier 42.047 Einwohner, das ist ein Zuwachs von 49,2 % zum Jahr 2000.

## Altersstruktur
| Alter in Jahren | Anteil in % |
| --------------- | ----------- |
| < 18            | 30,2        |
| 18 – 65         | 63,3        |
| > 65            | 6,5         |

## Persönlichkeiten
- Gottardo Piazzoni (* 12. April 1872 in Intragna; † 1. August 1945 in Carmel Valley (San Diego)), Kunstmaler an der California School of Design in San Francisco, für die Main Library von San Francisco schuf er einen Zyklus von 14 Gemälden[1]